# Galileo Cattabriga
Galileo Cattabriga (Bondeno, 12 marzo 1901 – Bondeno, 11 novembre 1969) è stato un pittore italiano, una figura di rilievo nell’arte ferrarese fra la fine degli anni Venti e l’inizio degli anni Trenta del XX secolo, con uno stile pittorico affine all’impressionismo francese, ma caratterizzato da una rielaborazione personale.

## Biografia
Galileo Cattabriga nasce a Bondeno, in provincia di Ferrara, nel 1901. Studia all'Istituto d'Arte Dosso Dossi di Ferrara, dove è allievo di Angelo Longanesi-Cattani, e prosegue gli studi all'Accademia di belle arti di Venezia sotto la guida del maestro Ettore Tito. Il legame con la città veneta e con i suoi ambienti intellettuali e accademici sarà una costante nella sua vita professionale e personale. A Venezia il pittore bondenese espone alcune volte al Caffè dell'Angelo, ritrovo degli artisti dell'epoca che si riuniscono sotto l'egida dell'intellettuale Nino Barbantini. In una di queste occasioni, i suoi dipinti vengono visti da Max Ernst, che ne dà un commento positivo. Negli anni Trenta incomincia a frequentare un gruppo di intellettuali ferraresi, tra cui Giorgio Bassani, Filippo de Pisis e Achille Funi. Nel corso dei viaggi che caratterizzano la sua carriera frequenta l'ambiente avanguardistico della Parigi anni Trenta, dove ha modo di conoscere i fermenti e gli esponenti della corrente impressionistica, i cui principi in parte vengono assimilati nel suo modo di concepire la pittura, e anche del post-impressionismo. Nel 1937 espone alla Mostra Universale della capitale francese, dove viene premiato con la medaglia di bronzo.
Nello 1953, è tra gli artisti immortalati da Florestano Vancini nel documentario Al Filò, nato dall'esperienza del circolo artistico ferrarese omonimo.
Cattabriga espone in diverse città italiane ma rimane legato a Bondeno, luogo spesso ritratto sulle sue tele. A Cattabriga è intitolata la Pinacoteca Civica di Bondeno, inaugurata nel 1996.

## La pittura

Campagna, olio su cartone, collezione privata della famiglia Cattabriga

Una parte decisiva delle opere di Cattabriga viene realizzata in viaggio o si ispira a luoghi e situazioni viste in viaggio.
L'artista è stato molto attivo nel panorama ferrarese tra la fine degli anni '20 e i primi anni '30, proponendo rilettura di uno stile pittorico affine all'impressionismo. Cattabriga ha accostato a tale interpretazione una rielaborazione dal punto di vista tecnico e della visione della realtà, approfondendo in particolare lo studio delle luci e il loro effetto sul reale, e superando la visione imitativa della natura.
Paesaggi, ritratti e scene di genere sono i soggetti principali della sua pittura, definiti con pennellate vivaci, veloci e comunque attente alla resa cromatica e luminosa. I soggetti rappresentati, oltre ai numerosi ritratti e autoritratti, sono quelli più cari all'artista, come la campagna ferrarese, i paesaggi montuosi della Lombardia e del Piemonte, che sono spesso meta dei suoi viaggi, le scene agresti a cui egli assiste, come la mietitura. 
Nel 1938 ha affrescato due pareti della palazzina dell'Ex Mercato Ortofrutticolo (M.O.F.) di Ferrara; gli affreschi, restaurati nel 2017, rivestono le pareti nord e sud dell'edificio con scene agresti.
L'opera di Cattabriga fu apprezzata dagli artisti e dagli intellettuali dell'epoca, quali Filippo de Pisis, Achille Funi, Mimì Quilici Buzzacchi, Carlo Crispini e Arrigo Minerbi.

## Mostre su Galileo Cattabriga

Ritratto di donna, 29x50, olio su cartone, collezione privata

La produzione artistica di Cattabriga è stata soggetto di mostre organizzate dal comune di Bondeno e dalla città di Ferrara. Si possono citare la mostra del 1977 Galileo Cattabriga, a pochi anni dalla scomparsa (1969), presso la Rocca Possente di Stellata, poi replicata a Palazzo dei Diamanti; il Premio Galileo Cattabriga del 1985 (Bondeno), corredato da un catalogo con testo critico di Vittorio Sgarbi; il II Premio Galileo Cattabriga (Bondeno, 1987), Le Montagne. Galileo Cattabriga (Bondeno, 2007), Omaggio a Galileo Cattabriga (Bondeno, 2009) e Signore di se stesso di Galileo Cattabriga all'Istituto d'Arte Dosso Dossi di Ferrara (2014).
Nel ventesimo anniversario dalla morte è stata intrapresa, a cura dell'Assessorato alla cultura e della Casa operaia di Bondeno, la pubblicazione di una raccolta di taccuini dedicati al pittore, contenenti le riproduzioni di schizzi, bozzetti, appunti e dipinti raccolti fra il 1940 e il 1960.